# Infinite F
Infinite F (hangul: 인피니트 F; estilizado como INFINITE F) é a segunda subunidade oficial do grupo masculino sul-coreano INFINITE, formada pela Woollim Entertainment em 2014. É formado por três membros: Sungyeol, L e Sungjong. Sua estreia ocorreu simultaneamente na Coreia do Sul e no Japão com o lançamento dos álbuns Koi no Sign e Azure.

## Carreira
O Infinite F foi oficialmente anunciado no concerto One Great Step Returns, realizado em 28 de fevereiro e 1 de março. Eles também tocaram a música "Heartthrob" pela primeira vez. A canção foi revelada eventualmente para ser o OST principal para o drama de KBS Hi! School: Love On, estrelado por Sungyeol e seu companheiro de banda Woohyun.
A unidade teria seu primeiro lançamento oficial no segundo álbum de estúdio coreano do Infinite, Season 2. A canção "Going Crazy" foi composta por Konan do grupo de rock indie coreano Rocoberry.
Em 14 de outubro, a Woollim Entertainment anunciou oficialmente que o Infinite F estreará no Japão com Koi no Sign em 19 de novembro. Akiko Higashimura, criadora da Princess Jellyfish, forneceu ilustrações para o visual do álbum. Koi no Sign estreou no Oricon Weekly Chart em #6, vendendo 31.287 cópias.
Como parte das promoções japonesas, uma loja pop-up foi montada em Harajuku de 17 a 30 de novembro, vendendo vários produtos Infinite F e itens de vestuário. Além disso, o subgrupo fez uma turnê showcase de cinco shows, atuando em Osaka, Nagoya e Tóquio.
Em 5 de novembro, a capa do álbum para Azure foi revelada, seguido de perto pelo anúncio de que o Infinite F estaria estreando na Coreia na semana seguinte. Azure e seu vídeo da música "Heartthrob" foi lançado em 2 de dezembro. O sub-grupo fez sua estréia oficial show de música no Music Bank em dezembro de 5. Em 12 de Dezembro, Infinito F tornou-se o primeiro sub grupo ou solo para ser nomeado para o primeiro lugar em um programa de música.

## Integrantes
- Sungyeol (em coreano:  성열), nascido Lee Sungyeol (em coreano:  이성열) em 27 de agosto de 1991 (33 anos) em Yongin, Gyeonggi, Coreia do Sul.
- L (em coreano:  엘), nascido Kim Myungsoo (em coreano:  김명수) em 13 de março de 1992 (33 anos) em Seul, Coreia do Sul.
- Sungjong (em coreano:  성종), nascido Lee Sungjong (em coreano:  이성종) em 3 de setembro de 1993 (31 anos) em Gwangju, Coreia do Sul.

## Discografia
| Título                                                                                   | Detalhes do álbum | Melhores posições nas paradas | Melhores posições nas paradas | Vendas         |
| Título                                                                                   | Detalhes do álbum | KOR Gaon                      | JPN Oricon                    | Vendas         |
| Coreano                                                                                  | Coreano | Coreano                       | Coreano                       | Coreano        |
| ---------------------------------------------------------------------------------------- | --- | ----------------------------- | ----------------------------- | -------------- |
| Azure                                                                                    | - Lançamento: 2 de dezembro de 2014 - Gravadora: Woollim Entertainment, LOEN Entertainment - Formatos: CD, digital download | 1                             | —                             | - KOR: 52,914+ |
| Japonês                                                                                  | |                               |                               |                |
| Koi No Sign                                                                              | - Lançamento: 29 de novembro de 2014 - Empresa: Delicious Deli Records, Woollim Contents - Formatos: CD, digital download   | —                             | 6                             | - JPN: 32,866+ |
| "—" indica lançamentos que não figuraram nas paradas ou não foram lançados nessa região. | |                               |                               |                |